# Agility Robotics
Agility Roboticsはロボットを開発、製造するオレゴン州セイラムの企業。

## 概要
オレゴン州立大学のDynamic Robotics Laboratoryで二足歩行ロボットの開発成果をもとに設立された。設立されてから比較的日が浅いにもかかわらず、フォード・モーターに技術力を認められて宅配の自動化で協力する。

## 沿革
- 2015年 - カーネギーメロン大学出身でオレゴン州立大学で二足歩行ロボットの研究をしていた人々が設立した[1]。

## 主な製品
- Cassie - 下半身だけの二足歩行ロボット。鳥類の足の様に膝がヒト型とは逆に設計されている。
- Digit - 自立制御の二足歩行ロボット。Cassieに上半身と腕を追加。荷物の運搬などが可能に。

## 製品の特長
ダチョウなど鳥類をモチーフとした二足歩行で高速での移動に適する。腰の部分に重量のかさむサーボモータを集中的に配置して脚部の関節をリンク機構で駆動することによりばね下重量を減らすことで路面への追従性を高める。サーボモータはエンコーダやトルクセンサを備える。